# Unificación de Nepal
La unificación de Nepal (en nepalí: नेपालको एकीकरण) fue el proceso de construcción del estado moderno de Nepal, a partir de los fragmentados reinos menores, incluyendo el Baise Rajya (22 Reinos) y el Chaubisi Rajya (24 Reinos), que comenzó en 1743 d. C. (1799 BS). La figura prominente en la campaña de unificación fue Prithvi Narayan Shah, Rey del Gorkha. El 25 de septiembre de 1768, anunció oficialmente la creación del Reino de Nepal y trasladó su capital de Gorkha a la ciudad de Katmandú.
La dinastía Shah que fundó Prithvi Narayan Shah continuó absorbiendo los diversos reinos en guerra que una vez ocuparon partes del actual Nepal en un estado-nación que se extendía hasta el río Sutlej en el oeste y Sikkim-Jalpaiguri en el este. Antes del Imperio Gorkha, el Valle de Katmandú era conocido como Nepal después del Nepal Mandala, el nombre de la región en Nepal Bhasa.

## Antecedentes
Las regiones que constituyen el actual Nepal estaban dispersas como numerosos reinos independientes antes de la unificación. El Valle de Katmandú, entonces llamado Nepal Mandala, contenía tres reinos independientes: Kantipur, Lalitpur y Bhadgaon. Makwanpur, al sur del valle, estaba gobernado por la dinastía Sen. Al este del valle había dos reinos relativamente más grandes: Vijayapur y Chaudandi. Ambos reinos alguna vez pertenecieron a Makwanpur, pero Mukunda Sena había dividido su reino entre sus hijos y parientes y había dividido el una vez grande Makwanpur en varios principados.
Entre los ríos Trishuli y Bheri, conocido como la región de Gandaki, estaban los principados de Chaubisi. Más al oeste, en la región de Karnali, estaban los principados de Baise. Baise y Chaubisi literalmente se traducen como veintidós y veinticuatro reinos respectivamente, pero el número exacto de reinos no era el mismo que el nombre colectivo de las regiones. Los Baises fueron una vez parte del Reino Khasa, gobernado por los Khas Mallas desde el valle de Sinja, antes de su fragmentación. Los principados de Chaubisi pertenecían a varias entidades políticas. Algunos pertenecían a los Senas, otros a los Khas Mallas, y algunos a los Shahis.
Estos principados experimentaron cambios y una constante inestabilidad. Varios reinos formaron ligas para protegerse de invasiones extranjeras y para su crecimiento mutuo. Sin embargo, debido a las condiciones económicas y geográficas prevalentes en ese momento, las disputas y batallas entre los reinos eran frecuentes. Los reyes de la dinastía Malla del valle se involucraban en conflictos y escaramuzas incesantes entre ellos y, en varias ocasiones, solicitaron la intervención de Gorkha para resolver sus disputas.

## Campañas de batalla

### Nuwakot
La campaña de anexión de Prithvi Narayan Shah comenzó con el cercano reino de Nuwakot. Nuwakot marcaba el límite oriental del Reino de Gorkha y era parte de la ruta comercial entre el Tíbet y Katmandú. También era la puerta occidental al Valle de Katmandú. Nara Bhupal Shah, el padre de Prithvi Narayan Shah, había intentado invadir Nuwakot en 1700, pero fracasó. En ese momento, Nuwakot estaba bajo el control administrativo de Kantipur (conocido hoy como Katmandú). Kantipur apoyó a Nuwakot contra la invasión. Tras su derrota, Nara Bhupal Shah abandonó sus esfuerzos y entregó el poder administrativo a su hijo mayor, Prithvi Narayan Shah y a Chandraprabhawati, su reina mayor.
En el mismo año de su coronación, Prithvi Narayan Shah envió tropas gorkhalíes bajo el mando de Kaji Biraj Thapa Magar para atacar Nuwakot. La campaña fracasó.

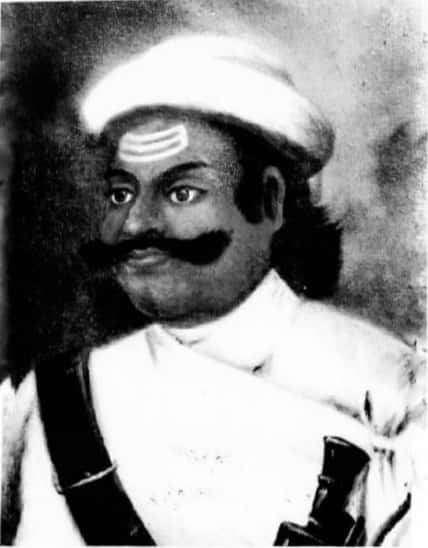
Kalu Pande con un Khukuri, un aristócrata Pande Chhetri; Kaji (Primer Ministro y Jefe del Ejército) del Reino de Gorkha.

Kalu Pande fue entonces nombrado Comandante en Jefe del Ejército Gorkhalí. Kalu Pande aconsejó a Prithvi Narayan Shah que formara un ejército permanente reclutando hombres de otras regiones. Una fuerza gorkhalí recién fortificada atacó nuevamente Nuwakot en 1744 desde tres lados y logró capturar el fuerte en la colina el 26 de septiembre de 1744. Sin embargo, al año siguiente, el rey Jaya Prakash Malla de Kantipur envió una fuerza bajo el mando de Kashiram Thapa para retomar el fuerte, después de derrotar a las fuerzas gorkhalíes en Naldum. Kashiram fue repelido y los gorkhalíes tomaron el control permanente de Nuwakot.

### Tanahun
Mientras Prithvi Narayan Shah estaba ocupado con Nuwakot, Tanahun, un pequeño reino al oeste, aprovechó la ausencia del rey para invadir el reino de Gorkha. Las tropas de Tanahun cruzaron el río Chepe y capturaron Sirhanchowk. Pero los refuerzos de Nuwakot y Gorkha lograron derrotar a los invasores y debilitar considerablemente a Lamjung.
Prithvi Narayan Shah quería aprovechar la ocasión para invadir Tanahun y anexarlo. Sin embargo, se le aconsejó no atacar abiertamente, ya que el rey Tribikram Sen de Tanahun era un viejo amigo de su padre. Prithvi Narayan Shah invitó así a Tribikram Sen a las orillas del río Trishuli con el pretexto de una visita amistosa y luego lo tomó prisionero. Tribikram Sen fue encarcelado en Nuwakot y Tanahun fue oficialmente anexionado al creciente Imperio Gorkha.

### Makwanpur y Hariharpur
Como parte de su objetivo de tomar el Valle de Katmandú, Prithvi Narayan había planeado primero conquistar todos los reinos y principados que rodeaban el Valle de Katmandú.
Sospechando peligro, el rey Digbardhan Sen y su ministro Kanak Singh Baniya de Makwanpur enviaron a sus familias a lugares más seguros antes de ser rodeados por los gorkhalíes, que lanzaron un ataque el 17 de agosto de 1762. La batalla duró alrededor de ocho horas y, mientras Makwanpur fue anexionado, el rey Digbardhan y Kanak Singh escaparon a Hariharpur Gadhi.
Después de ocupar Makwanpur, las fuerzas gorkhalíes planearon tomar Hariharpur Gadhi, un fuerte estratégico en una cresta montañosa de la cordillera Mahabharat, también al sur de Katmandú. Controlaba otra ruta hacia el valle de Katmandú. El 4 de octubre de 1762, los gorkhalíes lanzaron un ataque en Hariharpur. Los soldados allí lucharon valientemente contra las fuerzas de Gorkha, pero finalmente se vieron obligados a abandonar el fuerte. Aproximadamente 500 soldados de Hariharpur murieron en la batalla.
Digbardhan Sen buscó la ayuda de Mir Qasim, el Nawab de Bengala, para defenderse de los gorkhalíes. Mir Qasim, buscando obtener botín y saqueo de la invasión, ya que estaba utilizando regalos lujosos para ganarse el favor de la Compañía Británica de las Indias Orientales, envió en diciembre de 1762 alrededor de 3,500 tropas bajo Gurgin Khan, un hombre armenio llamado Gregory que había ayudado a entrenar al ejército de Mir Qasim, para lanzar un ataque en Makwanpur, que había sido capturado recientemente por los gorkhalíes.
Las fuerzas de Mir Qasim llegaron a Makwanpur en enero de 1763 y lanzaron un ataque en Dadhuwa Gadhi, una de las tres posiciones defensivas que los gorkhalíes habían establecido alrededor del fuerte de Makwanpur. Los 3,500 soldados de Gurgin Khan lograron capturar Dadhuwa Gadhi de unos 400 soldados de Gorkha. El 21 de enero de 1763, 3,300 soldados de Gurgin Khan lanzaron un ataque en el palacio de Makwanpur. Los gorkhalíes, bajo el mando del hermano de Prithvi Narayan, Nandu Shah, resistieron a los invasores. Con refuerzos, los gorkhalíes contraatacaron a Gurgin Khan en la oscuridad de la noche mientras sus soldados dormían. Los gorkhalíes lograron derrotar a las fuerzas de Gurgin Khan, que se retiraron de regreso a Bengala.

### Valle de Katmandú (Nepal Mandala)
Los reyes Shah habían fijado durante mucho tiempo su mirada en el Valle de Nepal, ahora también conocido como Valle de Katmandú, que albergaba tres ricas pero constantemente beligerantes ciudades-estado gobernadas por la dinastía Malla. Después de conquistar Nuwakot, que era la puerta occidental al Valle de Katmandú, los gorkhalíes apuntaron a Kirtipur como su próximo objetivo. Kirtipur era una pequeña ciudad fortificada en las afueras de las tres principales ciudades-estado gobernadas por los reyes Newar Malla. 

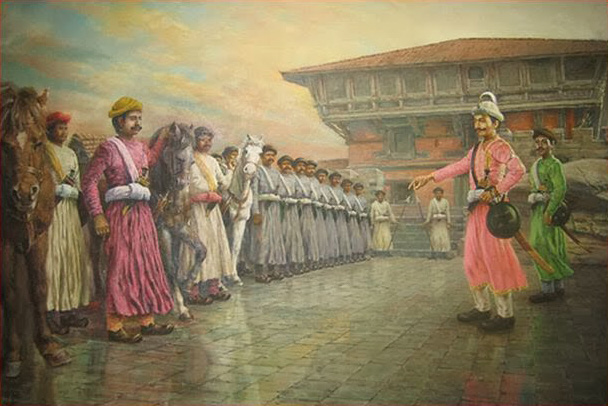
Soldados gorkhalíes preparándose para la guerra contra el Valle de Katmandú

A pesar de su evaluación inicial de que los reyes del valle estaban bien preparados y los gorkhalíes no, Kalu Pande aceptó liderar la batalla. En 1757, los gorkhalíes establecieron una base en Naikap para montar su asalto a Kirtipur. Estaban armados con espadas, arcos y mosquetes. Las dos fuerzas lucharon en la llanura de Tyangla Phant al noroeste de Kirtipur. Kalu Pande murió en la batalla mientras que Prithvi Narayan escapó por poco con vida hacia las colinas circundantes disfrazado de santo.

En 1764, Prithvi Narayan asaltó Kirtipur por segunda vez. Las fuerzas atacantes estaban bajo el mando de Surapratap Shah, hermano de Prithvi Narayan. Los gorkhalíes fueron derrotados una vez más y Surapratap perdió su ojo derecho por una flecha mientras escalaba la ciudad. Un noble de Lalitpur llamado Danuvanta se pasó al bando de Shah y permitió la entrada de los gorkhalíes en la ciudad.

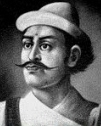
Sardar Ram Krishna Kunwar, comandante militar senior de las fuerzas gorkhalíes

La victoria en la Batalla de Kirtipur hizo posible el esfuerzo de dos décadas de Shah para tomar posesión del Valle de Katmandú.
Después de la caída de Kirtipur, Shah tomó la ciudad-estado de Katmandú en 1768. Ese mismo año también tomó posesión de Lalitpur. En 1769 tomó posesión de Bhaktapur, completando su conquista del Valle de Nepal. En una carta a Ram Krishna Kunwar, el rey Prithvi Narayan Shah expresó su descontento por la muerte de Kaji Kalu Pande en Kirtipur y pensó que era imposible conquistar el Valle de Katmandú después de la muerte de Kalu Pande. Después de la anexión del Valle de Katmandú, el Rey Prithvi Narayan Shah elogió en su carta el valor y la sabiduría mostrados por Ramkrishna en la anexión de Katmandú, Lalitpur y Bhaktapur (es decir, el valle de Nepal en ese momento) en 1768-69 d. C. Asimismo, Vamsharaj Pande, el hijo mayor de Kalu Pande, fue el comandante del ejército que lideró el ataque del lado gorkhalí en la Batalla de Bhaktapur el 14 de abril de 1769 d. C.
Después de su conquista del Valle de Katmandú, Prithvi Narayan Shah conquistó otros territorios más pequeños al sur del valle para mantener otros pequeños feudos cerca de su estado de Gurkha fuera del control británico. Después de que su reino se extendiera de norte a sur, hizo de Kantipur la capital del país expandido, que entonces se conocía como el Reino de Gorkha (Gorkha Samrajya).

### Reino de Sen

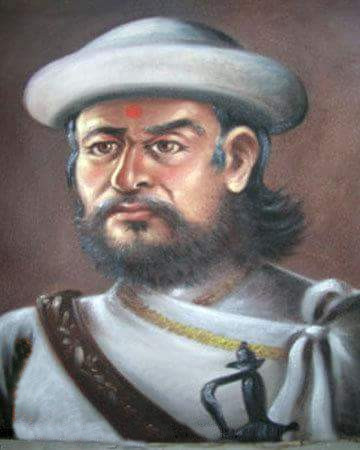
Mulkaji Abhiman Singh Basnyat, comandante militar y más tarde Primer Ministro (Mulkaji)

El rey Prithvi Narayan Shah había desplegado a Sardar Ram Krishna Kunwar para la invasión de las áreas regionales de Kirant, que comprendían: Pallo Kirant (Limbuwan), Wallo Kirant y Majh Kirant (Khambuwan). El 29 de agosto de 1772, Ram Krishna cruzó el río Dudhkoshi para invadir las tierras del rey Karna Sen de Kirant y la región de Saptari con el comandante compañero Abhiman Singh Basnyat. Cruzó el Río Arun para llegar a Chainpur. Más tarde, logró la victoria sobre los gobernantes de la región de Kirant. El rey Prithvi Narayan Shah otorgó 22 pares de Shirpau (cobertura especial para la cabeza) a Ram Krishna Kunwar en agradecimiento por su victoria sobre los gobernantes de la región de Kirant.

## Después de la muerte de Prithvi Narayan Shah
En 1775 d. C., el rey conquistador Prithvi Narayan Shah, quien expandió el Reino de Gorkha en el Reino de Nepal, murió en Devighat, Nuwakot. Swarup Singh Karki, un astuto cortesano gorkhalí de una familia Chhetri del este de Nepal, marchó con un ejército hacia Nuwakot para confinar al príncipe Bahadur Shah de Nepal, quien estaba de luto por la muerte de su padre, el exrey Prithvi Narayan Shah. Confinó a Bahadur Shah y al príncipe Dal Mardan Shah con el consentimiento del recién reinante rey Pratap Singh Shah, quien se consideraba que no tenía distinción entre lo correcto y lo incorrecto. En el Pajani (renovación) anual de ese año, Swarup Singh fue promovido al cargo de Kaji junto con Abhiman Singh Basnyat, Amar Singh Thapa y Parashuram Thapa. En Falgun 1832 B.S., logró exiliar a Bahadur Shah, Dal Mardan Shah y Guru Gajraj Mishra por tres cargos atroces. El reinado del rey Pratap Singh se caracterizó por la constante rivalidad entre Swarup y Vamsharaj Pande, un miembro de la prominente familia Pande de Gorkha. El documento fechado Bikram Samvat 1833 Bhadra Vadi 3 Roj 6 (es decir, viernes 2 de agosto de 1776), muestra que llevaba el título de Dewan junto con Vamsharaj Pande. El rey Pratap Singh Shah murió el 22 de noviembre de 1777 d. C. dejando a su hijo infante Rana Bahadur Shah como el Rey de Nepal. Sarbajit Rana Magar fue nombrado Kaji junto con Balbhadra Shah y Vamsharaj Pande, mientras que Daljit Shah fue elegido como Chautariya Jefe. El historiador Dilli Raman Regmi afirma que Sarbajit fue elegido como Kazi Jefe (equivalente a Primer Ministro de Nepal). El historiador Rishikesh Shah afirma que Sarbajit fue el jefe del gobierno nepalí por un corto período en 1778. Después, surgió la rivalidad entre el príncipe Bahadur Shah de Nepal y la reina Rajendra Laxmi. En la rivalidad, Sarbajit lideró a los seguidores de la Reina en oposición a Sriharsh Pant, quien lideraba a los seguidores de Bahadur Shah. El grupo de Bharadars (oficiales) liderado por Sarbajit envenenó los oídos de Rajendra Laxmi contra Bahadur Shah. Rajendra Laxmi logró el confinamiento del príncipe Bahadur Shah con la ayuda de su nuevo ministro Sarbajit. Guru Gajraj Mishra vino al rescate de Bahadur Shah con la condición de que Bahadur Shah abandonara el país. Además, su rival Sriharsh Pant fue considerado paria y expulsado en lugar de ejecutado, lo cual estaba prohibido para los brahmanes.
El príncipe Bahadur Shah confinó a su cuñada Reina Rajendra Laxmi bajo el cargo de tener una relación ilícita con Sarbajit Rana Magar el 31 de agosto de 1778. Posteriormente, Sarbajit fue ejecutado dentro del palacio por el príncipe Bahadur Shah con la ayuda de sirvientes masculinos del palacio real. El historiador Bhadra Ratna Bajracharya afirma que en realidad fue Chautariya Daljit Shah quien lideró el grupo opositor contra Sarbajit Rana y Rajendra Laxmi. La carta fechada B.S. 1835 Bhadra Sudi 11 Roj 4 (1778 d. C.) a Narayan Malla y Vrajabasi Pande afirma la muerte de Sarbajit bajo conducta indebida y el nombramiento de Bahadur Shah como regente. La muerte de Sarbajit Rana Magar se considera que marcó el inicio de conspiraciones cortesanas y masacres en el recién unificado Reino de Nepal. El historiador Baburam Acharya señala que las sanciones contra la reina Rajendra Laxmi bajo conducta moral indebida fue un error de Bahadur Shah. Del mismo modo, el asesinato de Sarbajit Rana Magar fue condenado por muchos historiadores como un acto de injusticia.
Vamsharaj Pande, alguna vez Dewan de Nepal e hijo del comandante popular Kalu Pande, fue decapitado en la conspiración de la Reina Rajendra Laxmi con su apoyo. En la reunión del tribunal especial en el jardín Bhandarkhal, al este del Durbar de Katmandú, Swaroop Singh declaró a Vamsharaj culpable de permitir que el Rey de Parbat, Kirtibam Malla, huyera en la batalla un año atrás. Tuvo una acalorada conversación con Vamsharaj antes de que este fuera declarado culpable y posteriormente ejecutado por decapitación en el tribunal. El historiador Rishikesh Shah y Ganga Karmacharya afirman que fue ejecutado en marzo de 1785. Bhadra Ratna Bajracharya y Tulsi Ram Vaidya afirman que fue ejecutado el 21 de abril de 1785. El 2 de julio de 1785, su firme oponente, el príncipe regente Bahadur Shah de Nepal, fue arrestado y el undécimo día de su encarcelamiento, el 13 de julio, su único apoyo, la reina Rajendra Laxmi, murió. A partir de entonces, Bahadur Shah asumió la regencia de su sobrino, el rey Rana Bahadur Shah, y en los primeros momentos de su regencia, ordenó que Swaroop Singh, quien estaba en Pokhara, fuera decapitado allí  bajo cargos de traición. Había ido a Kaski para unirse a la campaña militar de Daljit Shah en Kaski temiendo represalias de los antiguos cortesanos debido a su conspiración contra Vamsharaj. Fue ejecutado el 24 de Shrawan 1842 B.S.

## Conflicto tibetano
Después de la muerte de Prithvi Narayan Shah, la dinastía Shah comenzó a expandir su reino hacia lo que hoy es el norte de la India. Entre 1788 y 1791, Nepal invadió Tíbet y saqueó el Monasterio de Tashi Lhunpo en Shigatse. Tíbet solicitó ayuda a la corte imperial china y el Emperador Qianlong de la Dinastía Qing china nombró a Fuk'anggan como comandante en jefe de la campaña tibetana. Se infligieron daños considerables en ambos bandos. Las fuerzas nepalesas retrocedieron paso a paso hacia Nuwakot para estirar las fuerzas sino-tibetanas de manera incómoda. Los chinos lanzaron un ataque cuesta arriba durante el día y no lograron tener éxito debido al fuerte contraataque con Khukuri en Nuwakot. El ejército chino sufrió un gran revés cuando intentó cruzar un Betrawati inundado por el monzón, cerca del palacio gorkhalí en Nuwakot. Se produjo un punto muerto cuando Fuk'anggan estaba interesado en proteger a sus tropas y quería negociar en Nuwakot. El tratado fue más favorable para el lado chino y prescribía que Nepal debía pagar tributos al emperador chino.

## Cronología de la unificación
La cronología de la unificación se muestra en la siguiente tabla.
| Fecha | Fecha en BS | Descripción |
| ----- | ----------- | --- |
| 1742  | 1799        | Prithvi Naryan Shah (PNS) se convierte en Rey de Gorkha tras la muerte de su padre |
| 1742  | 1800        | Primera batalla de Nuwakot. PNS pierde la batalla. |
| 1743  | 1801        | PNS trae armas de Benarés y entrena al ejército |
| 1743  | 1801        | Comienza la unificación |
| 1744  | 1801        | Segunda batalla de Nuwakot. Es anexada, pero devuelta a Katmandú en 1745. |
| 1754  |             | Dolakha, Sindhupalchowk, Dahachowk y Naldum anexados. |
| 1757  | 1814        | Primera batalla de Kirtipur. PNS pierde la batalla. Kalu Pande muere. |
| 1758  |             | Gorkha firma tratado de paz con Katmandú |
| 1759  |             | Captura Shivapuri |
| 1761  |             | Chaule y Kahule son capturados |
| 1762  |             | Makwanpur anexado, Sindhuli anexado |
| 1763  |             | Pharping, Bisankhu, Dhulikhel, Banepa, Sanga, Ranikot, Nala, Parevakot y Kavilaspur anexados                                                                                                |
| 1764  |             | Segunda batalla de Kirtipur. |
| 1765  |             | Balaju, Lutikot anexados |
| 1766  |             | Kirtipur capturado, Salimpa anexado. |
| 1767  |             | Los soldados gurkha derrotan a los soldados británicos en Sindhuli que vinieron a ayudar al rey de Katmandú                                                                                 |
| 1768  |             | India británica toma posesión de Bara, Parsa y Hilwal |
| 1768  |             | Gorkha recupera el territorio. Anexa Bettia. |
| 1768  | 1825        | Katmandú, Patan es anexado |
| 1769  | 1826        | Bhatgaun es anexado |
| 1769  | 1826        | Katmandú es declarada capital |
| 1771  |             | Kaski y la región de Sapta Gandaki son anexados |
| 1771  |             | Manpang, Chang, Darhung, Manmul, Ranrung, Jyamire, Grihakot, Kyangmi, Bhirkot, Garahu, Painyu, Dhuvakot fueron anexados.                                                                    |
| 1773  |             | Rava, Cisankhu, Dingla fueron anexados |
| 1774  |             | Majuva, Kalum, Mahadinga Pauva es anexado |
| 1774  |             | Chainpur, Vijaypur, área hasta el río Tista anexada |
| 1775  | 1831        | PNS muere. Pratap Singh Shah se convierte en Rey. Rajendra Laxmi toma el mando de la unificación.                                                                                           |
| 1782  | 1839        | Lamjung y Tanahu son anexados. |
| 1785  | 1842        | Rajendra Laxmi muere en 1842 BS. Bahadhur Shah toma el mando de la unificación. |
| 1786  | 1843        | Área de Bheri anexada |
| 1789  | 1846        | Jumla anexada |
| 1790  | 1847        | Doti, Kumaun y Srinagar, Garwal, Hindur, Besahr, Chamba 12 y 18 Thakurai (actualmente India) son anexados (1847 BS)                                                                         |
| 1792  | 1849        | Comienza la guerra Nepal–Sino |
| 1757  | 1871        | India británica captura Butwal. Pero el ejército gurkha toma el control el mes siguiente. Esto provoca la guerra Anglo-nepalí. Kumaun y Gadwal caen bajo control de India británica. (1814) |
| 1815  | 1872        | Se firma el Tratado de Sugauli |
| 1860  | 1917        | Janga Bahdhur logra devolver parte del Terai a Nepal (Naya muluk) de la India británica |

### Obras citadas
- Bajracharya, Bhadra Ratna (1992). Bahadur Shah, the regent of Nepal, 1785–1794 A.D.. Nepal: Anmol Publications. ISBN 9788170416432. Archivado desde el original el 15 de enero de 2023. Consultado el 15 de septiembre de 2020.
- Bibhag, Puratattva (1990). Ancient Nepal. 116–122. Puratattva Bibhag (Archaeology Department). Archivado desde el original el 15 de enero de 2023. Consultado el 15 de septiembre de 2020.
- Hamal, Lakshman B. (1995). Military history of Nepal. Sharda Pustak Mandir. p. 125. OCLC 32779233.
- Karmacharya, Ganga (2005). Queens in Nepalese Politics: an account of roles of Nepalese queens in state affairs, 1775–1846. Nepal: Educational Publishing House. ISBN 978-999463393-7. Archivado desde el original el 15 de enero de 2023. Consultado el 15 de septiembre de 2020.
- Pradhan, Kumar L. (2012). Thapa Politics in Nepal: With Special Reference to Bhim Sen Thapa, 1806–1839. New Delhi: Concept Publishing Company. p. 278. ISBN 9788180698132.
- Rana, Pramode S.J.B. (1978). Rana Nepal: An Insider's View. R. Rana. Archivado desde el original el 15 de enero de 2023. Consultado el 15 de septiembre de 2020.
- Regmi, Mahesh Chandra (1972). Regmi Research Series 04. Regmi Research Centre.
- Regmi, Mahesh Chandra (1975b). Regmi Research Series 7. Regmi Research Centre. Archivado desde el original el 15 de enero de 2023. Consultado el 15 de septiembre de 2020.
- Regmi, D.R. (1975a). Modern Nepal. ISBN 9780883864913.
- Shaha, Rishikesh (1990). Modern Nepal 1769–1885. Riverdale Company. ISBN 0-913215-64-3.
- Shaha, Rishikesh (2001). An Introduction of Nepal. Katmandú: Ratna Pustak Bhandar. Archivado desde el original el 15 de enero de 2023. Consultado el 15 de septiembre de 2020.
- Singh, Nagendra Kr (1997). Nepal: Refugee to Ruler: A Militant Race of Nepal. APH Publishing. ISBN 9788170248477. Consultado el 7 de noviembre de 2012.
- Asociación de Historia de la T.U. (1977). Voice of History 3. Tribhuwan University History Association. Archivado desde el original el 15 de enero de 2023. Consultado el 28 de noviembre de 2020.
- Vaidya, Tulsi Ram (1993). Prithvinaryan Shah, the founder of Nepal. Anmol Publications. ISBN 9788170417019.
- Pradhan, Kumar (1991). The Gorkha conquests : the process and consequences of the unification of Nepal, with particular reference to eastern Nepal. Calcuta: Oxford University Press. ISBN 978-0-19-562723-7. OCLC 24874742.
- Whelpton, John. (2005). A history of Nepal. Cambridge: Cambridge University Press. ISBN 0-521-80026-9. OCLC 55502658.
- Wright, Daniel (1877). History of Nepal. New Delhi: Asian Educational Services. Consultado el 7 de noviembre de 2012.
- Kirkpatrick, Colonel (1811). An Account of the Kingdom of Nepaul. London: William Miller. Consultado el 17 de octubre de 2012.
- Stiller, Ludwig F. (1973). The rise of the house of Gorkha (Revised edición). Katmandú, Nepal. ISBN 978-9937-711-00-5. OCLC 1089599390.
- Bindloss, Joseph (2010). Nepal. Lonely Planet Publications. ISBN 978-1-74220-361-4.
- Regmi, Mahesh Chandra (1979). Regmi Research Series 11. Regmi Research Centre.
- Regmi, D.R. (1966). Medieval Nepal. Calcuta: Firma K.L. Mukhopadhyay.